# Abraham Lewin
Abraham Lewin (ur. w 1893 w Warszawie, zm. po 16 stycznia 1943) – polski nauczyciel pochodzenia żydowskiego.

## Życiorys
Pochodził z ortodoksyjnej rodziny żydowskiej. Uczył się w chederze i jesziwie, ale nie wykazywał większego zaangażowania w kwestiach religijnych. W 1916 został nauczycielem języka hebrajskiego i nauk judaistycznych w prywatnym żeńskim gimnazjum „Jehudija” przy ul. Długiej 55 w Warszawie. Tam poznał nauczycielkę hebrajskiego, Lubę Hotner, którą poślubił i z którą miał córkę Orę (ur. 1928).
W okresie międzywojennym działał w pionierskich organizacjach syjonistycznych związanych z syjonizmem liberalnym (ogólnym). Razem z Emanuelem Ringelblumem pracował w warszawskim oddziale Instytutu JIWO. W 1934 wydał napisaną przez siebie w jidysz książkę Kantoniści (Kantonistn: vegn der Yidisher rekrutshine in Rusland in di tsaytn fun Tsar Nikolay dem ershtn 1827–1856) opisującą „rekrutczinę”, czyli przymusowy pobór małych żydowskich chłopców do trwającej zwykle 25 lat służby w carskiej armii Mikołaja I.
Po wybuchu wojny pozostał w Warszawie. W getcie pracował w „Alejnhilf” – Żydowskiej Samopomocy Społecznej, gdzie przewodził komisji młodzieżowej Żydowskiego Towarzystwa Opieki Społecznej. Następnie był pracownikiem szopu OBW, manufaktury stolarskiej Ostdeutsche Bautichlerei Werkstette, która znajdowała się przy ul. Gęsiej 30. Od stycznia 1942 był członkiem Oneg Szabat – Podziemnego Archiwum Getta Warszawy, z czasem przekształconego w instytut naukowo-dokumentacyjny, zajmujący się aspektami życia społecznego polskich Żydów pod okupacją niemiecką, rejestracją życia w getcie warszawskim oraz dokumentacją masowej zagłady Żydów prowadzonej przez nazistowskie Niemcy.
Nie jest znana dokładna data ani okoliczności śmierci Abrahama Lewina, wiadomo jedynie, że 16 stycznia 1943 zamieścił ostatni wpis w swoim pamiętniku. Jest prawdopodobne, że padł ofiarą rozpoczętej dwa dni później tzw. akcji styczniowej.

## Dziennik
Lewin napisał pamiętnik z getta obejmujący okres 10 miesięcy, od marca 1942 do stycznia 1943. Dzieli się on na dwie części. Pierwsza (od 26 marca do 10 lipca 1942) została napisana w jidysz; opisuje życie codzienne w getcie w okresie poprzedzającym wielką akcję likwidacyjną, zawiera też docierające do getta wiadomości na temat losu Żydów w innych miastach. Druga część (od 22 lipca 1942 do 16 stycznia 1943) – napisana w języku hebrajskim – poświęcona jest akcji deportacyjnej z lata 1942 i życiu w getcie szczątkowym. Lewin uczestniczy również w wywiadach przeprowadzanych z uciekinierami z Treblinki – Dawidem Nowodworskim, Jakubem Krzepickim i Jakubem Rabinowiczem. Punktem kulminacyjnym dziennika jest wiadomość z 12 sierpnia 1942 o zatrzymaniu żony Lewina podczas blokady ulicznej i doprowadzeniu jej na Umschlagplatz, skąd później została wywieziona do Treblinki i zamordowana. Pamiętnik urywa się 16 stycznia 1943, dzień przed rozpoczęciem styczniowej akcji likwidacyjnej.
Dziennik był najważniejszym dokumentem przekazanym przez Lewina do zbiorów Archiwum. Został ukryty wraz z innymi dokumentami i przekazami Archiwum i odnaleziony po wojnie. Był przetłumaczony na kilka języków. W Polsce został w całości wydany przez Żydowski Instytut Historyczny w 2015 w serii wydawniczej Archiwum Ringelbluma, a rok później jako indywidualna pozycja.